# 彌山 (廣島縣)
彌山為位於日本瀨戶內海宮島的一座山，最高點海拔535公尺，行政區劃屬於廣島縣廿日市市宮島町地區。9世紀開始即成為宗教的修練道場，在山頂付近建有多個神社、堂宇，因此自古就常有參拜者到此，也由於自古即成為信仰的對象，因此至今大部分區域仍保持未被開發的狀態，現與整座宮島共同被劃入瀨戶內海國立公園的範圍。
目前在山頂有完成於2013年的展望台「宮島彌山展望休憩所」，山頂周邊有多個巨石群，北側山坡則是被列為國家天然紀念物的「瀰山原始林」。
現主要有七條登山路徑，其中包括於1959年完成啟用的宮島纜車，利用宮島纜車自紅葉谷站可至獅子岩站，再步行至山頂。

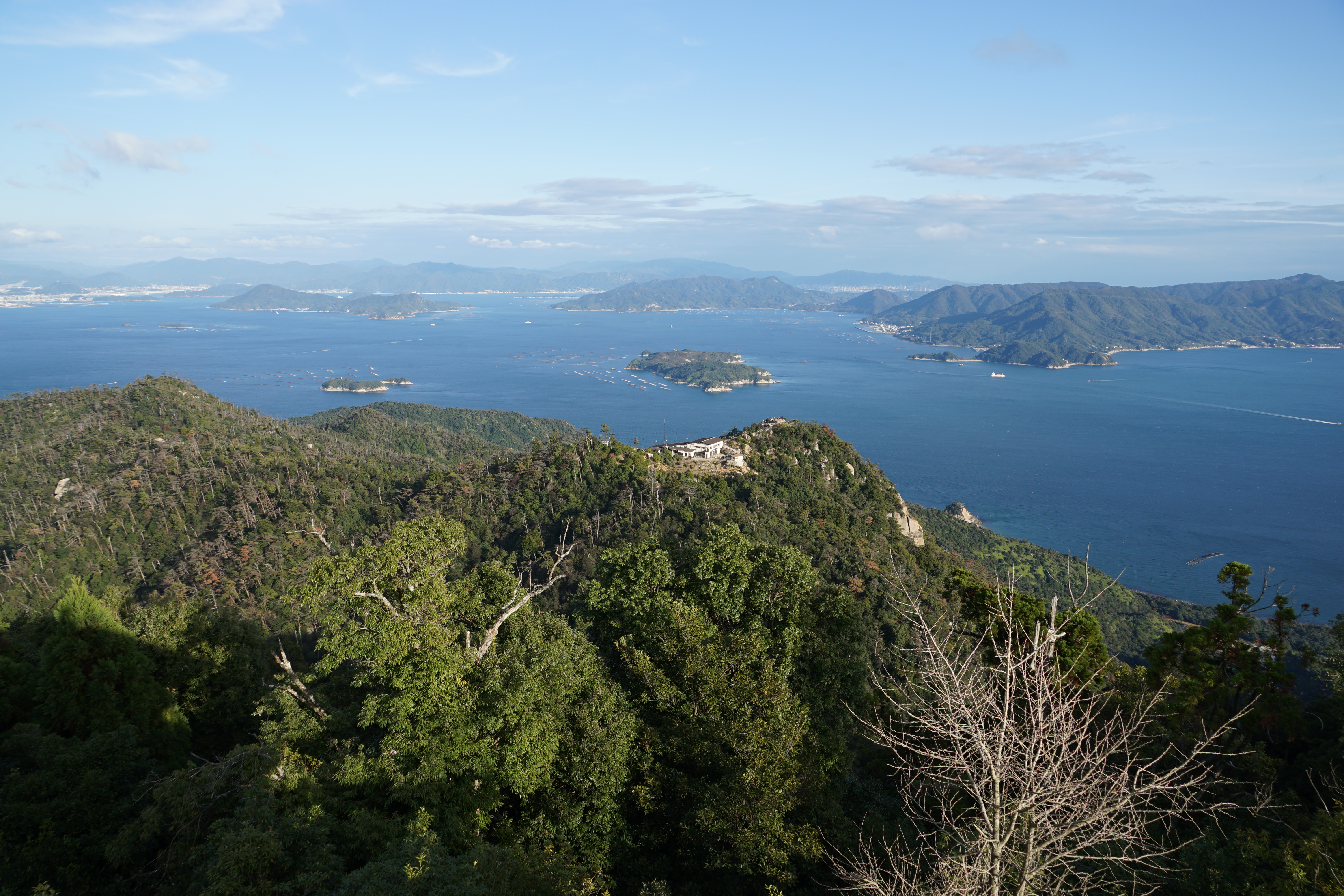
自彌山山頂往獅子岩展望台望去之景色
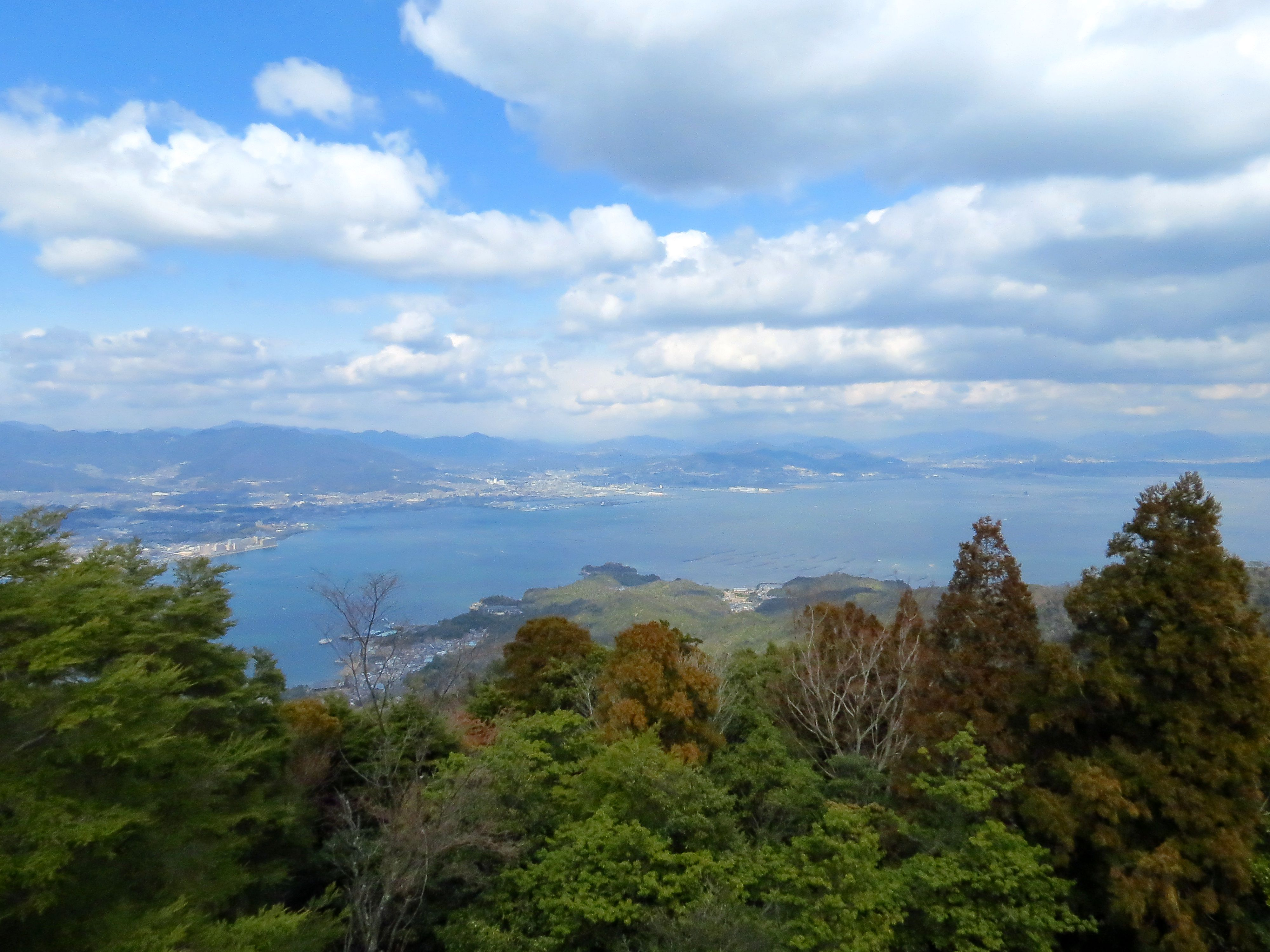
自彌山往廣島市區方向望去之景色
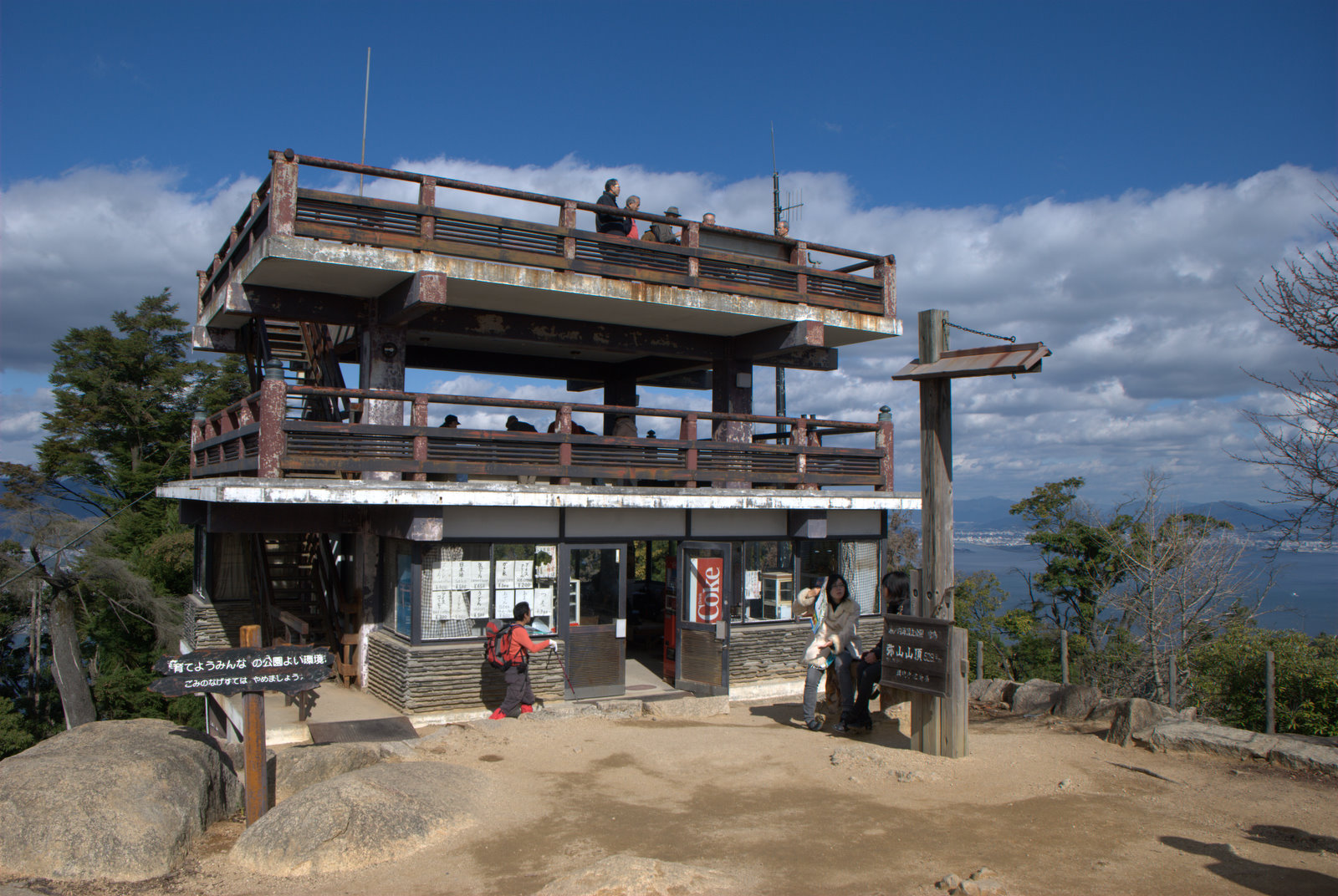
位於山頂之彌山展望台
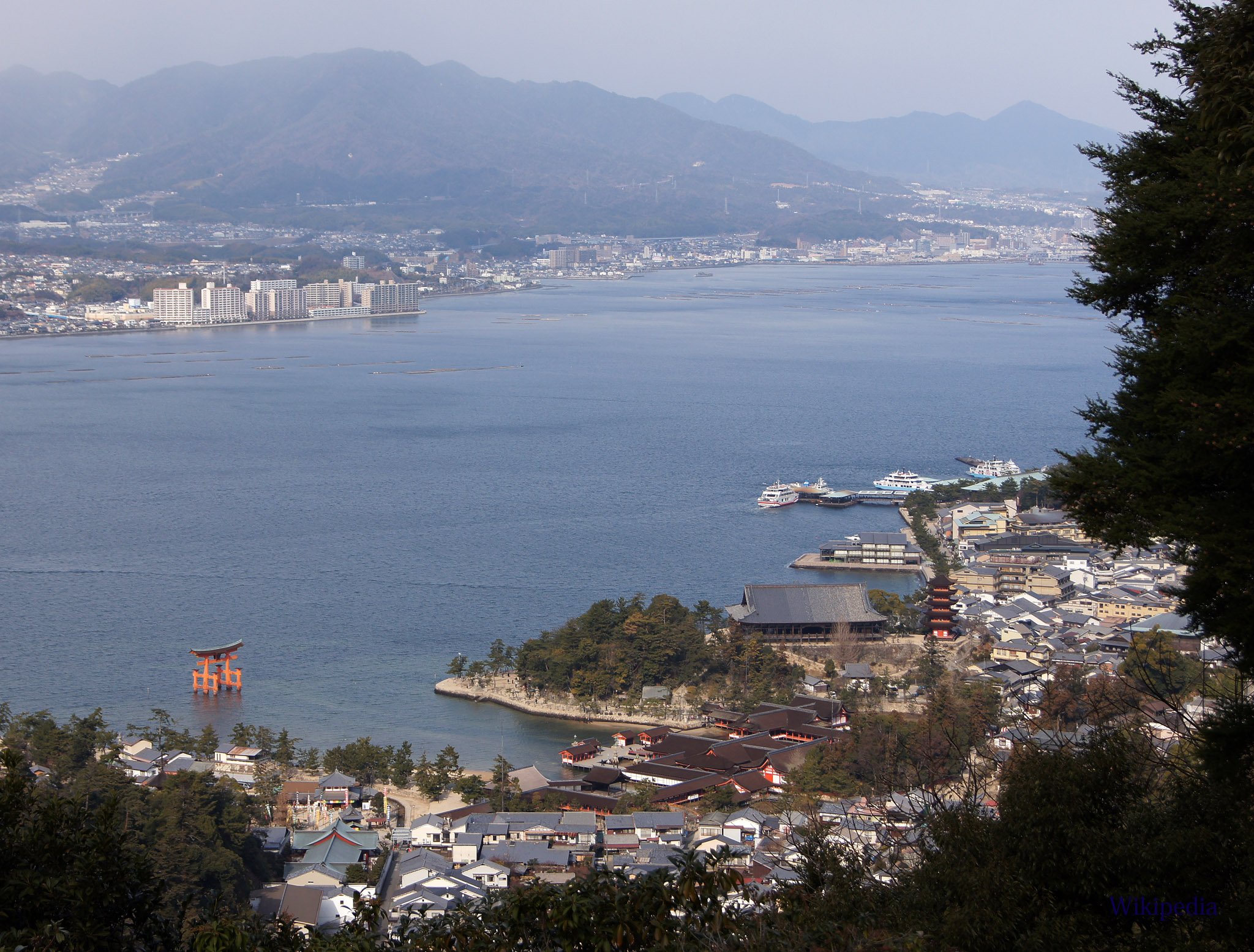
自山上看到的嚴島神社及島上主要街區